# طبقات ناصری
طبقات ناصری نام کتابی است از منهاج الدین سراج جوزجانی که دربارهٔ تاریخ سلسله‌های اسلامی و دربارهٔ سلسله غوریان، نخستین سلاطین هند و جانشینان آنان و دوره استیلای مغول در سرزمین ایران در ۶۵۷ هجری تألیف شده‌است.

## معرفی اجمالی
طبقات ناصری از مهم‌ترین و مشهورترین کتب تاریخی این عصر است که در زمان مؤلف به شهرت و اعتبار رسید و قاضی منهاج سراج نیز یکی از نویسندگان معروف و مورخان مشهور است که کتاب خود را به سلامت و روانی انشا نموده‌است. او علاوه بر اینکه از کتب تاریخی دیگر بهره‌های فراوان برده، از مشاهدات و تجربیات خود نیز در تألیف کتاب سود جسته‌است زیرا او یکی از رجال معروف عصر خود است که به دربار سلاطین غور و آل شنسب محشور بوده و بسیاری از فجایع تاریخی را در اوایل فتنه مغول به چشم دیده یا از اشخاص مطلع و خبیر آن عصر کسب اطلاع نموده‌است. پس از اینکه بر اثر فتنه مغول این مرد فاضل به هند رفت در آنجا به مناصب بزرگ درباری و قضائی رسید و در دربار پادشاهان دهلی به جاه و مقام دست یافت و در این زمان بود که مشاهدات خود را با نثری شیوا و دلچسب به رشته تحریر کشید و کتاب طبقات ناصری را به نام ناصر الدین و الدین ابو المظفر محمود بن سلطان التتمش تألیف کرد. قاضی منهاج سراج در نوشتن کتاب خود از کتب گذشتگان و معاصران خود سوده برده و تاریخ خود را از زمان حضرت آدم ابو البشر و سپس طبقه انبیا شروع کرده و همین روش بیست سال پس از او مورد استفاده قاضی بیضاوی در نوشتن کتاب نظام التواریخ قرار گرفته. کتاب نظام التواریخ که کتابی بسیار مختصر است عیناً نمونه برداری از طبقات ناصری منهاج سراج است. البته این سخن نفی دانش و کمالات و ارزش ادبی و تاریخی قاضی بیضاوی نمی‌کند اما آنچه مسلم است بیضاوی در هنگام نوشتن کتاب خود، کتاب طبقات ناصری را در پیش روی داشته‌است.

## اهمیت طبقات ناصری
کتاب طبقات ناصری اثر منهاج سراج جوزجانی از منابع مهم تاریخ ایران و بخشی از جهان اسلام و یکی از مهم‌ترین و مشهورترین کتب تاریخی که از لحاظ تاریخی و ادبی میراث مشترک ایران، افغانستان، حتی پاکستان و هندوستان است؛ زیرا حاوی قسمت مهمی از تاریخ گذشته این کشورها است و مهم‌ترین منبع دربارهٔ تاریخ اوایل دوره اسلامی هند نیز محسوب می‌شود. در واقع اهمیت کتاب طبقات ناصری نیز بیشتر از لحاظ تاریخ غوریان، ملوک هند، چگونگی هجوم مغول و ویرانگری‌های آنان است که غالباً مؤلف شاهد عینی بوده ویا از قول منابع معتبر تاریخی و افراد موثق و معتبر آن را نقل کرده‌است. طبقات ناصری حاوی اخبار انبیاء و پادشاهان و خلفای اسلام و سلاطین عرب و عجم تا زمان مؤلف است.

## نثر و سبک‌نگارش طبقات ناصری
این کتاب با انشایی ساده و روان، به دور از ابهام، بی تکلف و حاوی تمام صفات ادبی زبان فارسی است. جوزجانی ظاهراً به فارسی و عربی نیز شعر می‌سرود و چند قطعه و قصیده از وی در طبقات ناصری آمده‌است. بااینکه مؤلف به زبان عربی و علوم شرعی کاملاً تسلط داشت، ولی در نگارش این اثر از نثر و روش پیچیده و متکلف سایر نویسندگان عصر خویش پیروی نکرده‌است. زبان کتاب بسیار درست و استوار است؛ همچنین فعل‌های قدیمی در آن بسیار کم مورد استفاده قرارگرفته و دارای جملات مجزا است. در این کتاب لغات مغولی برا اولین بار داخل زبان فارسی شده‌است و لفظ مغول نیز شنیده می‌شود. کلمات عربی جز در سرفصل کتاب که ستایش خداوند است، در کتاب کمتر دیده می‌شود. آیات قرآن و احادیث تقریباً کمیاب و نادر است شعر عربی در جلد اول دیده نمی‌شود و در جلد دوم، اشعار عربی گاهی از خود منهاج سراج و گاهی از دیگران دیده می‌شود. اشعار فارسی به صورت رباعی در همه جای کتاب پراکنده‌است، مخصوصاًدر جلد دوم که غالباً از خود قاضی منهاج سراج است.

## تصحیح کتاب
متن کامل کتاب طبقات ناصری توسط عبدالحی حبیبی از محققان کشور افغانستان در دو جلد تصحیح شده‌است. جلد نخست در کویته و کابل در سال ۱۹۴۶/۱۳۲۸ و جلد دوم در لاهور در سال ۱۹۵۴/۱۳۳۳ به چاپ رسید؛ سپس هردو جلد آن در کابل منتشر شد. در ایران هر دو جلد کتاب یکجا در سال۱۳۶۳ش. توسط انتشارات دنیای کتاب به چاپ رسید و در اختیار علاقه‌مندان قرار گرفت. حبیبی در تصحیح اثر ۶ طبقه از طبیات ۲۳ گانه کتاب از یک نسخه خطی یافت شده در قندهار را به عنوان منبع اصلی استفاده کرده و چون نسخه دیگری به‌دست نیاورده، پس از طبقه را با برگردان انگلیسی سرگرد راورتی مقابله و به اختلاف نُسخ در زیر صفحه‌ها اشاره کرده‌است. کتاب راورتی خاورشناس انگلیسی، در ۲ جلد در سال ۱۸۸۱م. منتشر شده‌است. جلد نخست با مقدمه‌ای در ۱۴ صفحه و به همراه شرح حال نویسنده در ۳۰ صفحه شرح داده‌است. او ۶ طبقه نخست کتاب را در ۸ صفحه تلخیص کرده و از صفحه ۹ برگردان مفصل طبقه ۸ یعنی ملوک اسلامی و طاهریان آغاز می‌گردد. جلد نخست آن پس از نیمی از برگردان طبقه ۲۲ خاتمه می‌یابد. جلد دوم نیز بقیّه طبقه ۲۲ شمسیان هند و طبقه ۲۳ خروج مغول و ۴ ضمیمه را دربر می‌گیرد. راورتی درآخر این جلد فهرست مفصل اعلام تاریخی و جغرافیایی را در ۲۷۳ صفحه آورده و ترجمه طبقات ناصری را به پایان برده‌است. او از ۱۲ نسخه خطی برای برگردان انگلیسی خود استفاده کرده بود که مصحح کتاب به آن دسترسی نیافته‌است. حبیبی اعتراف کرده‌است که در درازای پنج سالی که به تصحیح اثر مشغول بوده‌است، بارها به سبب نیافتن کتب و مراجع لازم در کابل، قصد آن داشته تا کار را رها کند؛ به‌ویژه که درگیر مسئولیت‌های اداری و دفتری نیز بوده‌است و هفته‌ها و ماه‌ها کار به تعویق افتاده‌است ٬٬با این حال کار خود را با وجودی که ناقص خواهد بود دوام دادم، از اشکالات کتاب این است که مصحح کتاب، کلمات را مثل نسخه خطی متصل به هم نوشته و این قضیه گاه موجب بدخوانی متن می‌شود. از ویژگی‌های چاپ کنونی، داشتن بیش از دویست صفحه تعلیقات ارزشمند در مورد شرح حال نویسنده و توضیح در مورد برخی مسائل تاریخی و برخی واژه‌ها و امکان‌های جغرافیایی است که در آخر کتاب آورده شده‌است. با این حال برخی اِشکالات در درون متن کتاب وجود دارد که برای نمونه به قسمتی از اشکالات تاریخی یا جغرافیایی بخش غوریان اشاره می‌کنیم.

## طبقه‌بندی کتاب
پس ازذکر خداوند، نعت پیامبر و سبب تألیف کتاب، کتاب به بیست و سه طبقه تقسیم شده‌است.
طبقه اول، طبقه انبیاست (از ابوالبشر آدم تا سال دهم هجری که به آن الحج الوداع می‌گویند).
دوم، خلفای راشدین (از ابوبکرتا علی، از علی تا عشره مبشره).
سوم، از بنی امیه تا پایان مروان حکم.
چهارم، بنی عباس تا پایان المستعصم بلله.
پنجم، ملوک باستانی (کیانی-اشکانی-ساسانی و طبقه اکاسره (اکاسره همان سلسله سامانی است).
ششم، ملوکیمن.
هفتم، طاهریان.
هشتم، صفاریون.
نهم، سامانیان.
دهم، دیالمه.
یازدهم، سبکتکینه.
دوازدهم، سلجوقیه.
سیزدهم، سنجریه.
چهاردهم، ملوک نیمروز و سیستان.
پانزدهم، ملوک‌کرد.
شانزدهم، خوارزمیه.
هفدهم، سلاطین شنسبانیه و ملوک غور.
هجدهم، سلاطین شنسبیه و طهارستان و بامیان.
نوزدهم، ذکر سلاطین غزنین.
بیستم، سلاطین هند در مغرب.
بیست و یکم، سلاطین شمسیه هند
بیست و دوم، ملوک شمسیه در ممالک هند
طبقه بیست و سوم، وقایع اسلام و خروج کفار.
بیست و یک طبقه در جلد اول و دو طبقه در جلد دوم قرار دارد.

## جنبه‌های تاریخ‌نگاری کتاب
از لحاظ جنبه‌های تاریخ‌نگاری، جوزجانی برعکس ابوالفضل بیهقی که شجاع و نترس است و از اظهار حقایق باکی ندارد، او احتیاط و میانه‌روی را رعایت کرده‌است و صراحت و شهامت کلامی که بیهقی داشت را قاضی نداشته‌است. از نوشته‌های منهاج سراج بر می‌آید که در مقابل هر مدحی طمعی داشته و حمد و ثنای ملوک را براساس منافع شخصی خود نوشته‌است. قاضی در بعضی موارد در مقابل ثنا و ستایش، انعام دریافت می‌کرده‌است، که این روش مورخان درباری و رسمی شاهان است. از لحاظ روش تاریخ‌نویسی، هرچند که بیهقی بر قاضی منهاج برتری دارد، اما در طرز تحریر و سبک انشای روان، قاضی بر آن مورخ برتری دارد. کتاب دارای نثری بسیار شیرین و استوار است و مزایای فراوان در سبک و اسلوب دارد که مورد اقتباس و تقلید بیشتر مورخان بعد از او قرار گرفته‌است. منهاج سراج در تألیف طبقات ناصری از کتب تاریخی دیگر نیز بهره برده‌است: تاریخ بیهقی، تاریخ ناصری بخش از بین رفته تاریخ بیهقی، قانون مسعودی اثر ابوریحان بیرونی، قصص الثانی اثر ابن هیثم نابی، تاریخ یمیینی اثر ابونصر عتبی، نسب نامه اثر مرورودی.

## گوشه‌ای از کتاب
قاضی منهاج‌السراج که خود شخصاً در جنگ با مغول‌ها شرکت داشته‌است، از قول یکی از بزرگان خراسان، وحیدالدین پوشنچی، داستان ملاقات او را با چنگیزخان نقل کرده‌است. روزی چنگیزخان به قاضی وحیدالدین می‌گوید از من به دلیل کینه‌جویی از محمد اُغری، نام بلندی در تاریخ خواهد ماند. اُغری به زبان مغولی یعنی دزد.

قاضی منهاج السراج می‌نویسد:
اگر خان مرا به جان امان دهد، یک کلمه عرضه دارم. فرمود که تو را امان دادم. گفتم نام جایی باقی مانَد که خلق باشد. چون بندگان خان جملهٔ خلایق را بکُشند، نام چگونه باقی ماند و این حکایت که گوید؟ چون من این کلمه تمام کردم تیروکمان که در دست داشت بینداخت و به‌غایت در غضب شد و روی از طرف من بگردانید و پشت به طرف من کرد. چون آثار غضب در ناصیهٔ نامبارک او مشاهده کردم، دست از جان بشستم و امید از حیات منتقطع گردانیدم و با خود یقین کردم که هنگام رحلت آمد و از دنیا به زخم تیغ این ملعون خواهم رفت.